# Koszalin Politechnika
Koszalin Politechnika – przystanek osobowy w Koszalinie w województwie zachodniopomorskim. Przez przystanek przebiega linia 202 Gdańsk Główny – Stargard. Oddanie przystanku do użytku nastąpiło 1 września 2024 r.